# Citrus margarita
Espèce
Synonymes
- Fortunella margarita

Citrus margarita, le kumquat ovale ou kumquat Nagami ,, est une espèce de kumquat ;  un type d'agrume du genre Citrus, famille des Rutaceae.

## Histoire
Le botaniste portugais João de Loureiro décrit la plante en 1790 dans son Flora cochinchinensis sous le nom de Citrus margarita. La première description, par le botaniste américain Walter Tennyson Swingle, est publiée en 1915, en tant que variétés de Citrus japonica. Cependant, une analyse phylogénétique récente suggère que C. margarita est une seule « vraie » espèce,,.